# Thái Bình Công chúa
Thái Bình Công chúa (chữ Hán: 太平公主; 665 - 1 tháng 8, 713), phong hiệu đầy đủ là Trấn Quốc Thái Bình Công chúa (鎮國太平公主), công chúa nhà Đường, là một Hoàng nữ của Đường Cao Tông Lý Trị và Võ Tắc Thiên.
Bà là công chúa nổi tiếng nhất của triều đại nhà Đường và cả lịch sử Trung Quốc về quyền thế và tham vọng. Thái Bình công chúa cùng mẹ ruột là Võ Tắc Thiên và chị dâu là Vi Hoàng hậu được đánh giá là ba người phụ nữ gây nhiều ảnh hưởng sâu đậm nhất của triều đại này.
Thái Bình công chúa là hoàng muội của Đường Trung Tông Lý Hiển và Đường Duệ Tông Lý Đán, là cô ruột của Đường Huyền Tông Lý Long Cơ. Khi "Vi hậu chi loạn" xảy ra, Thái Bình công chúa cùng cháu là Lý Long Cơ mưu binh biến, khôi phục trật tự chính sự, sử gọi là Đường Long chi biến (唐隆之變). Về sau hai cô cháu mâu thuẫn kịch liệt trong việc chia sẻ quyền lực, dẫn đến Tiên Thiên chi biến (先天之變) khiến Thái Bình công chúa bị chính cháu trai bức tử.

## Tiểu sử
Sử cũ không ghi rõ Thái Bình công chúa sinh vào năm nào, nhưng có thể đoán ước chừng khoảng từ năm 665, tức năm Lân Đức thứ 2 triều Đường Cao Tông. Theo nhiều suy đoán, bà có tên thật là Lý Lệnh Nguyệt (李令月), vì trong Toàn Đường văn (全唐文) - phần "Đại hoàng thái tử thượng thực biểu", có trích đoạn: "Phục kiến thần muội Thái Bình công chúa thiếp Lý Lệnh Nguyệt gia thần", nhưng có phản bác cho rằng cụm từ "Thiếp lý" và "Lệnh nguyệt gia thần" là tách rời nhau.
Thái Bình công chúa là con gái thứ hai và là con gái út của Đường Cao Tông và Võ Tắc Thiên. Riêng đối với Đường Cao Tông, bà là con gái thứ tư sau 3 vị công chúa là Kim Thành công chúa, Cao An công chúa do Tiêu Thục phi sinh và An Định công chúa do Võ hậu sinh. Ngoài chị ruột là An Định công chúa, bà có 4 anh ruột gồm Đường Nghĩa Tông Lý Hoằng, Chương Hoài Thái tử Lý Hiền, Đường Trung Tông Lý Hiển và Đường Duệ Tông Lý Đán.
Khác với mọi trường hợp, tuy là Hoàng nữ nhưng Thái Bình công chúa rất được mẹ là Võ hậu sủng ái, thiên vị hơn cả các anh trai. Lúc nhỏ bà thường lui tới nhà của ngoại tổ mẫu là Vinh Quốc phu nhân. Do vậy, cung nữ bên cạnh Thái Bình công chúa bị anh họ bà là Hạ Lan Mẫn Chi (賀蘭敏之), con trai lớn của Hàn Quốc phu nhân, chị của Võ hậu cưỡng hiếp. Ngày trước Hạ Lan Mẫn Chi từng giở trò đồi bại với Thái tử phi trong Nội đình, cộng thêm tội này khiến Võ hậu tức giận, triệt đi tư cách kế thừa nhà họ Võ, thay vì theo tội đáng bị xử tử.
Năm Hàm Hanh nguyên niên (670), Vinh Quốc phu nhân qua đời ở Phủ đệ, lúc này Thái Bình công chúa khoảng 8 tuổi. Nhân việc đó, Võ hậu cho Thái Bình công chúa trở thành Đạo cô để nhận thánh ân thay cho bà ngoại, tuy lấy danh nghĩa xuất gia, song Thái Bình công chúa vẫn ở lại trong cung. Về sau, Đường Cao Tông thương lượng một hiệp ước hòa bình với Thổ Phồn, Quốc vương Thổ Phồn đề nghị được hòa thân tức thành hôn với Thái Bình công chúa, nhưng Đường Cao Tông nghe Võ hậu khước từ vì không nỡ gả con gái út đi xa. Đường Cao Tông cho xây miếu Đạo và đặt tên là Thái Bình Quán (太平觀), chính thức cho Thái Bình công chúa vào ở, xuất gia, lấy lý do xuất gia để tránh cho Thái Bình công chúa hòa thân.

## Các cuộc hôn nhân
Qua rất nhiều năm, có một lần Thái Bình mặc đồ theo kiểu quan võ vào gặp Cao Tông và Võ hậu khiêu vũ. Đế-Hậu cười lớn hỏi bà: "Con không phải võ quan, làm sao phải như vậy?". Công chúa bèn nói: "Để có thể đem ban cho Phò mã của con, không được sao?". Thiên hoàng biết ý tứ của công chúa, bèn vì con gái quyết định tuyển chọn Phò mã.
Năm Khai Diệu nguyên niên (681), Thái Bình hạ giá lấy anh họ là Tiết Thiệu, con trai trong cuộc hôn nhân lần thứ hai của chị Đường Cao Tông là Thành Dương công chúa (城陽公主) với Tiết Quán (薛瓘). Hôn lễ được cử hành ở Vạn Niên huyện quán, phụ cận của Trường An, cực kỳ xa hoa và lộng lẫy. Năm đó, Thiên hoàng ra quyết định vì cử hành đại hôn của bà mà đặc xá thiên hạ. Trong gia đình họ Tiết, người anh cả Tiết Di (薛顗) có phu nhân là Tiêu thị, cùng với phu nhân của người anh trai khác Tiết Tự (薛緒) là Chương thị đều xuất thân bình dân, khiến Võ hậu có ý khinh thường, bà thường hay nói: "Con gái ta sao có thể là chị em dâu với hạng dân đen?". Về sau, có người nói Tiêu thị là hậu duệ của danh thần Tiêu Vũ (蕭瑀), Võ hậu mới bớt khắt khe đi. Chung sống cực kỳ hạnh phúc với Tiết Thiệu, Thái Bình sinh ra 2 người con trai là Tiết Sùng Huấn (薛崇訓) và Tiết Sùng Giản (薛崇簡).
Năm 683, Đường Cao Tông qua đời, Hoàng hậu Võ Tắc Thiên trở thành Hoàng thái hậu, nắm hết mọi quyền lực trong triều, và có mưu đồ soán ngôi, xưng nữ hoàng đế. Năm Thùy Củng thứ 4 (688), Việt Kính vương Lý Trinh (李贞) - con trai thứ 8 của Đường Thái Tông - cùng con trai là Lang Nha vương Lý Xung (李沖) nổi dậy chống lại Võ hậu và thất bại. Hai anh trai của phò mã Tiết Thiệu là Tiết Di và Tiết Tự bị nghi là có liên quan tới Lý Xung và đều bị bắt, Tiết Thiệu cũng bị liên can. Tiết Di và Tiết Tự bị chặt đầu còn Tiết Thiệu bị đánh 100 roi và bỏ chết đói trong ngục. Khi đó, Thái Bình đang mang thai và đã sinh ra một con gái, sau này được phong làm Vạn Tuyền huyện chúa (萬泉縣主). Võ hậu nhằm an ủi con gái, đã phá lệ cấp thực ấp cho công chúa nhiều hơn bình thường, trên cả vạn hộ, nhưng tình cảm của công chúa dành cho mẹ bắt đầu lung lay. Võ hậu định gả Thái Bình cho cháu mình là Ngụy vương Võ Thừa Tự (武承嗣), nhưng do Võ Thừa Tự có bệnh nên cuộc hôn nhân này phải hủy (có thuyết cho rằng Thái Bình thương nhớ Tiết Phò mã nên từ hôn Võ Thừa Tự).
Năm Tái Sơ nguyên niên (690), Thái Bình tái giá lấy Võ Du Kỵ, một người cháu gọi Võ hậu bằng cô, là cháu nội của Võ Sĩ Lăng (武士稜), chú Võ hậu. Do Võ Du Kỵ đã có vợ nên Võ hậu buộc vợ Võ Du Kỵ tự sát để lấy con gái mình. Không lâu sau khi Thái Bình tái giá, Võ thái hậu xưng Đế, lập ra Võ Chu triều đại.
Võ Du Kỵ tính tình khiêm nhường, cùng Thái Bình có hai người con trai là Võ Sùng Mẫn (武崇敏), Võ Sùng Hành (武崇行) và 1 người con gái. Về sau, Thái Bình bao dưỡng tình phu, thông dâm với nhiều đàn ông khác, kéo bè kết đảng, lại còn tìm sủng nam dâng cho mẹ là Võ Tắc Thiên. Các tình nhân của công chúa bao gồm: Tiết Hoài Nghĩa (薛懷義), Hòa thượng Huệ Phạm (惠范), Trương Xương Tông (張昌宗), Trương Dịch Chi (張易之), Cao Tiển (高戩) và Thôi Thực (崔湜).

## Giành lại nhà Đường
Võ Tắc Thiên đăng cơ, ở khi tuổi già thành lập Phụng Thần phủ để tuyển chọn nhiều thanh niên tuấn tú đưa vào đó để phục vụ và thỏa mãn dục vọng của mình, trong số đó có Trương Xương Tông vốn được Thái Bình giới thiệu để hầu hạ cho mẹ. Thái Bình lại giới thiệu tiếp người anh của Xương Tông là Trương Dịch Chi. Võ hoàng vô cùng sủng ái Trương Dịch Chi và Trương Xương Tông, phong Tông làm Vân Huy tướng quân, còn Dịch Chi làm Tư Vệ thiếu khanh. Rồi ngày càng say đắm cưng chiều khiến hai tên ngày càng lộng quyền, thậm chí Trương Xương Tông còn ngoại tình với nữ quan thân cận nhất của Võ Tắc Thiên là Thượng Quan Uyển Nhi. Thế lực của hai anh em ngày càng lớn mà Võ hoàng thì không rời cung nửa bước.
Dưới thời Võ hoàng, Thái Bình công chúa tương đối thu mình, không lộ tâm cơ nhưng vẫn có những biểu hiện can dự triều chính như chủ trương giết Lai Tuấn Thần. Bên cạnh đó, cũng có thuyết rằng chính Thái Bình mật mưu hại Tiết Hoài Nghĩa, nhiều tranh nghị tin rằng công chúa cũng có vai trò quan trọng trong việc giằng co giữa hai nhà Võ-Lý trong suốt thời kỳ Võ Tắc Thiên. Những năm cuối triều Võ Chu, Lý-Võ hai nhà mâu thuẫn ngày càng nghiêm trọng, Võ hoàng triệu hồi Lư Lăng vương Lý Hiển, lập làm Hoàng tự, đổi tên thành Võ Hiển, và cũng thông qua một loạt liên hôn giữa hai nhà Lý-Võ, lấy ý đồ có thể trừ khử đấu tranh chính trị giữa hai nhà trong tương lai. Đồng thời, Võ hoàng cũng bắt đầu để cho Thái Bình công chúa, Thượng Quan Uyển Nhi cùng hai nam sủng Trương Xương Tông, Trương Dịch Chi nắm giữ quyền lực.
Năm Đại Túc nguyên niên (701), hai anh em họ Trương vu cáo, hại chết các con của thái tử Hiển là Hoàng tôn Võ Trọng Nhuận và Vĩnh Thái công chúa Võ Tiên Huệ cùng Phò mã Võ Diên Cơ, đều là các những người thuộc hàng thừa kế của cả Lý-Võ, nên khiến hai nhà Lý-Võ quay sang căm phẫn anh em họ Trương. Năm sau (702), Thái tử Võ Hiển, Tương vương Võ Đán cùng Thái Bình liên tấu phong Trương Xương Tông tước Vương (王), nhưng Võ hoàng rất tức giận cải phong làm Quốc công (國公), nhằm để duy trì quan hệ giữa hai anh em và dòng họ Lý-Võ. Thế nhưng năm sau, Trương Xương Tông hạch tội Ngụy Nguyên Trung (魏元忠) và tình phu của công chúa là Cao Tiển khiến Võ hoàng giam cầm cả hai vào ngục thất. Quan hệ tốt giữa hai anh em họ Trương và Thái Bình công chúa chấm dứt và chuyển thành thù địch.
Năm Thần Long nguyên niên (705), tháng 2, tể tướng Trương Giản Chi dẫn 500 quân tiến đánh vào hoàng cung, giết hai anh em họ Trương, ép buộc Võ hoàng truyền ngôi cho Thái tử Võ Hiển. Ban đầu Võ hoàng chống đối, nhưng Thái Bình yêu cầu mẹ thoái vị làm Thái thượng hoàng, còn anh trai Võ Hiển lên ngôi lần hai, lấy lại họ Lý, khôi phục lại nhà Đường sau 15 năm gián đoạn, tức là Đường Trung Tông. Chín tháng sau, Võ thượng hoàng qua đời.
Với công lao của mình, Thái Bình được Trung Tông sắc phong là Trấn Quốc Thái Bình công chúa (鎮國太平公主), được lập phủ riêng xa hoa, ăn lộc năm nghìn hộ.

## Cô cháu tranh đấu

### Đấu với An Lạc công chúa
Đường Trung Tông Lý Hiển lên ngôi lần thứ hai, Thái Bình công chúa dần công khai tham gia chính sự, rất được Trung Tông coi trọng, đặc cách không phải hành lễ đối với Hoàng thái tử Lý Trọng Tuấn và An Lạc công chúa Lý Khỏa Nhi, quyền thế muôn phần đáng sợ, không ai sánh kịp. Lúc đó, vợ con của Trung Tông hoàng đế là Vi hoàng hậu và An Lạc công chúa lộng hành trong ngoài cung, duy chỉ e ngại Thái Bình.
Năm Cảnh Long nguyên niên (707), Thái tử Lý Trọng Tuấn làm nên "Cảnh Long chi biến", giết Võ Tam Tư cùng Võ Sùng Huấn, nhưng sau đó thất bại mà bị chết. An Lạc công chúa cùng đám người Tông Sở Khách (宗楚客) liền vu cáo Thái Bình cùng Tương vương Lý Đán hợp mưu với Thái tử mưu phản, có Ngự sử trung thừa Tiêu Chí Trung (萧至忠) là thân cận của công chúa, tiến lên nói: "Thánh thượng tứ hải giàu có, không thể chịu đựng một đệ một muội, mà phải sai người thêu dệt tội danh tàn hại sao!". Như thế Thái Bình một lần thoát nạn, nhưng đây cũng chính thức khai màn trận đấu giữa Thái Bình cùng An Lạc công chúa.
Năm Cảnh Long thứ 4 (710), tháng 6, Đường Trung Tông đột nhiên qua đời, do Vi hậu và An Lạc công chúa hạ độc. Vi hậu muốn nhân đó chiếm ngôi vị, làm một Võ Tắc Thiên thứ hai, nhưng Chiêu dung Thượng Quan Uyển Nhi đã cùng Thái Bình đưa di chiếu lập Ôn vương Lý Trọng Mậu làm Tân đế, tức Đường Thương Đế, Vi hậu thành Hoàng thái hậu, cùng An Quốc Tương vương Lý Đán nhiếp chính, đó đều là "Thế cân bằng" mà Thái Bình công chúa mong muốn. Tuy nhiên, Vi hậu cùng Tông Sở Khách liên kết, sửa lại Lý Đán chỉ là Thái tử Thái sư, đánh vỡ thế cân bằng mà Thái Bình muốn duy trì.
Tháng 7 năm đó, Thái Bình công chúa sai con là Tiết Sùng Giản hiệp sức với con của Tương vương Lý Đán là Lâm Tri vương Lý Long Cơ, tiến hành chính biến, tiêu diệt Vi thái hậu và bè đảng. Chiêu dung Thượng Quan Uyển Nhi cũng bị giết chết, phế bỏ Đường Thương Đế. Tương vương Lý Đán được lập lên ngôi, tức là Đường Duệ Tông, phong Lâm Tri vương Lý Long Cơ làm Thái tử. Thái Bình công chúa có công lớn, được ăn lộc Vạn hộ, trở thành vị Công chúa quyền thế bậc nhất trong triều đại nhà Đường. Địa vị và sức ảnh hưởng của bà thậm chí vượt qua cả Duệ Tông, dẫn đến sự mâu thuẫn giữa bà và cháu trai, Hoàng thái tử Lý Long Cơ.

### Đấu với Lý Long Cơ
Từ khi Đường Duệ Tông Lý Đán lên ngôi, Thái Bình công chúa rất được sủng ái. Nguyên do Thái Bình là em út, hơn nữa trong số những anh em ruột của Duệ Tông, chỉ có mỗi Thái Bình còn sống. Duệ Tông là người sống tình cảm nên có thể hiểu tầm quan trọng của Thái Bình đối với Duệ Tông. Thái Bình trở nên quyền thế, y hệt một Nữ hoàng. Mỗi khi Đường Duệ Tông nghe chính, đều có Thái Bình ở rèm châu đằng sau cùng nghe.
Sử sách kể rằng, khi có chính sự quan trọng, Duệ Tông cũng đều thương nghị với Thái Bình công chúa đầu tiên, nếu Thái Bình bệnh không lên triều, Duệ Tông cũng đều phái Tể thần đến phủ Thái Bình, hỏi kĩ quyết sách quan trọng xử lý như thế nào. Mỗi khi nhóm Tể tướng tấu sự, Duệ Tông liền phải dò hỏi: "Chuyện này đã từng cùng Thái Bình công chúa thương lượng qua chưa?", kế tiếp còn muốn hỏi: "Cùng Tam Lang thương lượng qua chưa?", khi được nhóm Tể tướng khẳng định, Duệ Tông mới có thể tỏ vẻ đồng ý với nhóm Tể tướng đại thần. Duệ Tông gọi Tam Lang, chỉ chính là Hoàng thái tử Lý Long Cơ. Phàm Thái Bình muốn làm gì, Duệ Tông đều không phản đối, nhóm Tể thần phần nhiều do Thái Bình tiến cử, nếu không vừa lòng ai, hoặc muốn thăng chức cho ai, chỉ cần 1 câu của Thái Bình liền có biến đổi. Quyền lực của công chúa như vậy mà vượt trên cả Hoàng đế, có thể nói không khác gì một Nữ hoàng, nên nhiều người cũng tỏ ra nịnh nọt, lấy lòng Thái Bình. Hơn hết, cả ba con trai Tiết Sùng Hành, Tiết Sùng Mẫn cùng Tiết Sùng Giản đều phong Vương, gia trang của Thái Bình trải hết từ Trường An thành ra ngoại ô, nhà nàng ở thu mua hoặc chế tạo các loại trân bảo đồ vật, trải đến tận Ba Thục, nơi ở, quần áo, nghi trượng của Thái Bình công chúa đều mô phỏng kiểu dáng cung đình, không hề kiêng dè.
Sau đó Thái Bình và Hoàng thái tử Lý Long Cơ lại tranh giành quyền lực. Ban đầu, Thái Bình khinh thường Lý Long Cơ còn trẻ, chưa phải là đối thủ, nhưng ngày càng nhận ra sự phán đoán khó lường của Lý Long Cơ trong sự kiện phế bỏ Vi hậu cùng bè đảng, công chúa dần kiêng dè, muốn loại bỏ Lý Long Cơ, thay thế người yếu đuối hơn để dễ thao túng trong tay. Khi vừa đăng cơ, Thái Bình tung tin đồn "Thái tử không phải là đích trưởng tử của Hoàng đế, sao có thể yên vị ngôi Thái tử".
Năm Cảnh Vân nguyên niên (710), ngày 22, Duệ Tông ban chiếu cáo thiên hạ, dẹp bỏ tin đồn. Không chịu thua, Thái Bình phái người giám sát hành động của Lý Long Cơ, dù một việc rất nhỏ cũng bẩm báo Duệ Tông biết. Ngoài ra, Thái Bình sắp xếp thêm tai mắt bên cạnh Lý Long Cơ, như buộc thái tử lập Dương Chân Nhất làm Lương đệ. Do sự giám sát thái quá và ý đồ không tốt của cô ruột, Lý Long Cơ trong lòng cảm thấy thập phần bất an.
Năm Cảnh Vân thứ 2 (711), Thái Bình cùng Ích Châu Thứ sử Đậu Hoài Trinh (窦怀贞) liên kết, hại Thái tử Lý Long Cơ. Thái Bình sai con rể đến nhà Vi An Thạch (韦安石), mời y đến phủ đệ hỏi chuyện, nhưng An Thạch kiên quyết từ chối. Đường Duệ Tông từng triệu kiến bí mật Vi An Thạch, nói: "Nghe nói triều đình văn võ loại quan viên, tất cả đều khuynh tâm quy phụ Thái tử, ngài hẳn là đối việc này nên lưu ý nhiều hơn". Vi An Thạch bèn nói: "Bệ hạ từ nơi nào nghe thế loại vong quốc chi ngôn như thế này! Nhất định là ý của Thái Bình công chúa. Thái tử vì tông miếu xã tắc lập hạ công lớn, hơn nữa luôn luôn nhân từ sáng suốt, hiếu thuận cha mẹ, yêu thương huynh đệ, đây là người trong thiên hạ đều biết đến sự thật, hy vọng bệ hạ không cần bị lời gièm pha sở mê hoặc". Duệ Tông nghe thế kinh ngạc nói: "Trẫm hiểu rồi, ngài không cần nhắc lại chuyện này". Thái Bình khi đó đang ở sau mành nghe được cuộc đối thoại, căm ghét Vi An Thạch, liền tung nhiều tin đồn, xử ép khiến Vi An Thạch suýt bị mất mạng.
Thái Bình từng đi liễn xe đợi bên trong cửa cung, chặn lại nhóm Tể tướng, ý muốn liên kết cùng họ sửa việc sắc lập Thái tử. Cả nhóm đại thần đều biến sắc, riêng Tống Cảnh (宋璟) quả quyết nói: "Thái tử vì xã tắc Đại Đường lập nên công lao lớn, là chủ nhân tương lai của tông miếu xã tắc, công chúa vì cái gì mà đột nhiên đưa ra kiến nghị như thế!".
Sau đó, Tống Cảnh cùng Diêu Sùng (姚崇) đến bên Duệ Tông mà nói: "Tống vương Lý Thành Khí là Đích trưởng tử của bệ hạ, Bân vương Lý Thủ Lễ là Cao Tông hoàng đế trưởng tôn, Thái Bình công chúa cùng hai người bọn họ mưu hại Thái tử, chế tạo sự tình, sẽ khiến cho địa vị Đông Cung không xong. Thỉnh bệ hạ đem Tống vương cùng Bân vương hai người ra ngoài làm Thứ sử; miễn đi Kỳ vương Lý Long Phạm cùng Tiết vương Lý Long Nghiệp sở đảm nhiệm Tả, Hữu vũ Lâm đại tướng quân chức vụ, nhâm mệnh bọn họ vì Thái tử Tả, Hữu vệ suất lấy sự phụng Thái tử; đem Thái Bình công chúa cùng Võ Du Kỵ an trí đến Đông Đô Lạc Dương". Nhưng Duệ Tông nói: "Trẫm hiện tại đã không có anh em, chỉ có Thái Bình công chúa là em gái duy nhất, sao lại có thể đem nàng ta đi xa mà an trí đến Đông Đô! Còn các Vương khác thì mặc cho các ngươi an bài". Vì thế, trước ban hạ chế mệnh nói: "Sau này Chư vương, Phò mã giống nhau không được chỉ huy Cấm quân, hiện tại nhậm chức đều cần thiết là các quan khác chuyển công tác mà đảm nhiệm".
Thái Bình biết việc của Diêu, Tống mà giận tím mặt, liền trách cứ Lý Long Cơ. Thái tử bèn đến bên Duệ Tông rằng Diêu Sùng và Tống Cảnh châm ngòi giữa Đông cung và Thái Bình, lại còn làm liên lụy quan hệ với Tống vương Lý Thành Khí, Bân vương Lý Thủ Lễ, kiến nghị trừng phạt Diêu Sùng, Tống Cảnh thật nặng. Duệ Tông bèn biếm Diêu Sùng làm Thứ sử Thân Châu, Tống Cảnh làm Thứ sử Sở Châu, lại cho miễn việc nhậm Thứ sử của hai vương là Tống vương cùng Bân vương

## Tiên Thiên chính biến

### Duệ Tông thiện nhượng
Năm Diên Hòa nguyên niên (712), Thái Bình ngầm lệnh một quan chiêm tinh nói với Duệ Tông rằng: "Sao chổi xuất hiện, tiêu chí sắp sửa phá cũ, xây mới, lại nói ở thiên thị viên nội Đế tọa cùng với tâm tiền tinh đều có biến hóa, ám chỉ chính là Hoàng thái tử hẳn là đăng cơ". Nắm bắt thời cơ, Thái Bình nhân đó ám chỉ việc Đông cung Hoàng thái tử Lý Long Cơ có thể làm binh biến đoạt ngôi, âm mưu khiến Duệ Tông nghi ngờ Long Cơ và trừ khử đi.
Tuy nhiên, Duệ Tông cho rằng: "Đem đế vị truyền cho người có đức, để tránh miễn tai hoạ, ta quyết tâm đã định", điều này khiến công chúa tích cực phản đối. Đông cung Hoàng thái tử Lý Long Cơ ban đầu cũng không đồng ý. Duệ Tông lại ra chỉ dụ: "Khi Trung Tông hoàng đế tại vị, một đám gian nịnh tiểu nhân tự tiện triều chính, trời cao liên tiếp dùng thiên tai tới tỏ vẻ cảnh cáo. Trẫm lúc ấy thỉnh cầu Trung Tông lựa chọn tài đức sáng suốt nhi tử lập làm Hoàng đế để tránh miễn tai hoạ, nhưng Trung Tông thực không cao hứng, Trẫm cũng bởi vậy mà lo lắng sợ hãi, thế cho nên mấy ngày ăn không ngon. Trẫm như thế nào có thể đối Trung Tông khuyên ngài nhường ngôi, đối chính mình lại không thể làm được điểm này đâu!".
Do vậy, vào tháng 8, Đường Duệ Tông lui về làm Thái thượng hoàng, truyền ngôi cho Đông cung Hoàng thái tử Lý Long Cơ, tức Đường Huyền Tông, cải niên hiệu là Tiên Thiên (先天). Cùng năm đó, chồng của Thái Bình công chúa là Phò mã đô úy Võ Du Kỵ qua đời, được truy tặng làm Định Giản vương (忠簡王).
Khi này, thân tín của Huyền Tông là Lưu U Cầu (劉幽求) và Trương Vĩ (張暐) đã bàn bạc việc âm mưu hành thích phe đảng của Thái Bình, nhưng tin tức bị lộ ra bởi Đặng Quang Tân (鄧光賓). Do vậy, Huyền Tông hoàng đế buộc lòng phải chối bỏ liên can và cầu sự giúp đỡ từ Thái thượng hoàng. Cuối cùng, bằng sự ảnh hưởng của mình, Duệ Tông đã khiến Lưu-Trương-Đặng 3 người chỉ phải bị lưu đày, thoát khỏi hình phạt tử hình. Sau vụ việc, Huyền Tông càng cẩn trọng hơn với phe cánh của cô ruột.

### Tiến hành đảo chính
Năm Tiên Thiên thứ 2 (713), Thái Bình công chúa dựa vào thế lực của Thái thượng hoàng, cùng Hoàng đế Lý Long Cơ tranh chấp mạnh mẽ. Có lúc trong 7 vị đại thần đầu triều thì 5 người vốn là môn hạ của Công chúa, võ tướng cũng quá nửa là do Thái Bình công chúa nắm giữ.
Đảng hạ của Thái Bình là Đậu Hoài Trinh (竇懷貞), Sầm Hi (岑羲), Tiêu Chí Trung (蕭至忠), Thôi Thực (崔湜), Thái tử Thiếu bảo Tiết Tắc (薛稷), Ung Châu trường sử Tân Hưng vương Lý Tấn (李晉), Trung thư xá nhân Lý Du (李猷), Hữu Tán kỵ Thường thị Cổ Ưng Phúc (賈膺福), Tả Vũ Lâm đại tướng quân Thường Nguyên Giai (常元楷), Tri Hữu Vũ Lâm tướng quân sự Lý Từ (李慈) và Tả Kim Ngô tướng quân Lý Khâm (李欽), tất cả dự trì phế bỏ Đường Huyền Tông Lý Long Cơ. Ngoài ra, Thái Bình còn mật mưu với cung nữ Nguyên thị, chuẩn bị hiến cho Huyền Tông rượu có chứa chất kích dục Gastrodia elata.
Đại thần Vương Cư (王琚) nghe cấp báo, bèn khuyên Huyền Tông: "Tình thế đã thập phần gấp gáp, bệ hạ không thể không nhanh chóng hành động". Thượng thư Tả thừa Tương Thuyết (张说) từ Đông Đô Lạc Dương phái người cấp Huyền Tông đưa tới một phen bội đao, ý tứ là thỉnh Huyền Tông sớm kịp quyết đoán, diệt trừ thế lực công chúa. Trưởng sử Kinh Châu là Thôi Nhật Dụng (崔日用) vào triều diện kiến, đối với Hoàng đế mà nói: "Thái Bình công chúa mưu đồ phản nghịch, ngọn nguồn là đã lâu. Lúc trước, bệ hạ ở Đông Cung làm Thái tử, ở danh phận vẫn là Thần tử, nếu khi đó muốn diệt trừ Thái Bình công chúa, yêu cầu sử dụng mưu kế. Hiện tại bệ hạ đã là chủ của một nước, chỉ cần ban chế thư, ai nào có gan kháng mệnh từ chối? Nếu do dự, vạn nhất gian tà đồ đệ âm mưu thực hiện được, khi đó lại hối hận cũng không còn kịp rồi!". Hoàng đế bèn nói: "Ngươi nói rất chính xác, chỉ là Trẫm lo lắng sẽ kinh động Thái thượng hoàng", Nhật Dụng bèn đáp: "Thiên tử đại hiếu ở chỗ khiến cho tứ hải an bình. Nếu kẻ phản bội đắc chí, tắc xã tắc tông miếu đem hóa thành phế tích, thì cái hiếu của bệ hạ thể hiện ra như thế nào! Xin bệ hạ trước hết khống chế được Tả Hữu Vũ Lâm quân cùng Tả Hữu Vạn kỵ quân, sau đó lại đem Thái Bình công chúa và vây cánh một lưới bắt hết, như vậy cũng sẽ không kinh động Thái thượng hoàng". Hoàng đế cảm thấy đúng, bèn cho Nhật Dụng làm Thị lang bộ Lại.
Đại thần theo Huyền Tông là Ngụy Tri Cổ (魏知古) dò la tin tức, biết Thái Bình công chúa sai Thường Nguyên Giai, Lý Từ suất Vũ Lâm quân đột nhập Võ Đức điện, sau lại phái Đậu Hoài Trinh, Lý Du, Tiêu Chí Trung và Sầm Hi ở nam nha cử binh hưởng ứng. Đường Huyền Tông bèn mật nghị cùng Kỳ vương Lý Phạm (李范), Tiết vương Lý Nghiệp (李业), Quách Nguyên Chấn (郭元振), Long Vũ tướng quân Vương Mao Trọng (王毛仲), Nội điện Thiếu giám Khương Kiểu (姜皎), Thái bộc Thiếu khanh Lý Lệnh Vấn (李令问), Thượng thừa Phụng ngự Vương Thủ Nhất (王守一) và Nội cấp sự Cao Lực Sĩ, hoạn quan Dương Tư Húc tiến hành tiên phát chế nhân.
Ngày 3 tháng 6 (tức ngày 29 tháng 7 dương lịch), Đường Huyền Tông thông qua thuyền chuyển ngựa của Vương Mao Trọng, thân dẫn 300 người đột nhập vào cung, từ Võ Đức điện tiến đến Kiều Hóa môn, triệu kiến và giết chết Thường Nguyên Giai và Lý Từ, sau đó là Cổ Ưng Phúc, Lý Du, Tiêu Chí Trung và Sầm Hi đều bị bắt và chém đầu. Đậu Hòa Trinh chạy thoát được, đến một hẻm núi mà thắt cổ tự vẫn, nhưng Huyền Tông vẫn sai trảm đầu thi lưu của hắn, đổi thành họ Độc. Tiết Tắc bị bắt giam và bị ép phải tự tử. Thượng hoàng Duệ Tông nghe biến cố, lập tức đến tháp canh của Thừa Thiên môn (承天門) để xem tình hình, Quách Nguyên Chấn tấu với Thượng hoàng rằng: "Hoàng thượng chỉ phụng cáo mệnh của Thái thượng hoàng mà diệt trừ bọn gian thần nghịch đảng Đậu Hoài Trinh, cũng không có phát sinh chuyện khác". Ngày hôm sau, Thượng hoàng tuyên bố trao hết mọi quyền hành cho Huyền Tông và lui về ở tại Bách Phúc điện (百福殿).
Thái Bình công chúa thấy việc đã hỏng, bỏ chạy đến trốn ở một ngôi chùa trong núi. Duệ Tông đành phải ra mặt xin nhà vua tha chết cho hoàng muội ruột thịt của mình, nhưng Huyền Tông từ chối. Cùng đường, ngày 6 tháng 6 (tức ngày 1 tháng 8 dương lịch), Thái Bình công chúa đành phải rời khỏi chùa, cho tự tử tại nhà. Các con bà đều bị ban chết, riêng Tiết Sùng Giản bởi vì ngày thường khuyên can mẫu thân, bị trách phạt, nên được miễn tội, Huyền Tông ban cho họ Lý, cũng giữ lại tước vị ban đầu của Giản. Đường Huyền Tông sai tịch thu toàn bộ gia sản khổng lồ của Thái Bình, mộ của chồng bà là Võ Du Kị cũng bị san phẳng.

## Trong văn hóa đại chúng

### Phim truyền hình
| Năm  | Tên phim                  | Diễn viên                                               |
| 1983 | Hoan lạc Trường An        | Tô Hạnh Tuyền                                           |
| 1986 | Nhất đại Công chúa        | Phan Nghinh Tử                                          |
| 1993 | Đường Minh Hoàng          | Nghiêm Mẫn Cầu                                          |
| 1995 | Võ Tắc Thiên              | Lê Lệ                                                   |
| 2000 | Đại Minh cung từ          | Châu Tấn (khi thiếu nữ), Trần Hồng (khi trưởng thành)   |
| 2004 | Thần thám Địch Nhân Kiệt  | Lưu Thích                                               |
| 2011 | Võ Tắc Thiên bí sử        | Trịnh Sảng                                              |
| 2011 | Thái Bình công chúa bí sử | Trịnh Sảng (tuổi trẻ), Giả Tịnh Văn (tuổi trưởng thành) |
| 2013 | Đường cung yến            | Dương Cung Như                                          |
| 2014 | Chế tác mỹ nhân           | Ứng Thải Nhi                                            |
| 2018 | Thâm Cung Kế              | Trần Vỹ                                                 |